# Susan a un plan
Pour plus de détails, voir Fiche technique et Distribution.
Susan a un plan (Susan's Plan) est un film américain réalisé par John Landis et sorti en 1998.
Aux États-Unis, le film est présenté au festival du film de l'AFI. Après des critiques négatives, le film sort directement en vidéo sur le sol américain.

## Synopsis
Fraîchement divorcée et assistée de longue date, Susan Holland n'apprécie que modérément la perspective de travailler. C'est alors qu'elle se met en tête d'éliminer son mari Paul avec l'aide de son amant assureur, Sam Meyers, et de deux tueurs maladroits, Bill et Steve, afin de toucher la police d'assurance.

## Fiche technique
Sauf indication contraire, les informations mentionnées dans cette section peuvent être confirmées par la base de données cinématographiques IMDb,  présente dans la section « Liens externes ».
- Titre original : Susan's plan (Dying to Get Rich pour la sortie en vidéo)
- Titre français : Susan a un plan
- Réalisation et scénario : John Landis
- Musique : Peter Bernstein
- Photographie : Ken Kelsch (en)
- Costumes : Deborah Nadoolman
- Montage : Nancy Morrison
- Producteurs : Leslie Belzberg (en), John Landis, Brad Wyman (en)
- Société de production et de distribution : Kushner-Locke Productions (en)
- Pays d'origine :  États-Unis
- Langue originale : anglais
- Format : Couleur - Dolby Digital - DTS - 35 mm - 1.85:1
- Genre : comédie noire
- Durée : 89 minutes
- Dates de sortie[1] :
  - États-Unis : 29 octobre 1998 (AFI Fest)
  - France : 28 juillet 1999
  - États-Unis : 14 mars 2000 (sortie en vidéo)

## Distribution
- Nastassja Kinski (VF : Brigitte Berges) : Susan Holland
- Billy Zane (VF : Pierre Tessier) : Sam Myers
- Michael Biehn (VF : Patrice Baudrier) : Bill
- Rob Schneider (VF : Daniel Lafourcade) : Steve
- Lara Flynn Boyle : Betty Johnson
- Dan Aykroyd (VF : Sylvain Lemarié) : Bob
- Bill Duke (VF : Jean-Michel Martial) : l'inspecteur Scott
- Adrian Paul (VF : Pierre Dourlens) : Paul Holland
- Thomas Haden Church : Dr. Chris Stillman
- Lisa Edelstein (VF : Déborah Perret) : Penny Myers
- Sheree North : Madame Beyers
- Carl Ballantine : Harold Beyers
- Joey Travolta (VF : Pierre Baton) : le barman
- Robert Harvey (VF : Gilbert Levy) : le concessionnaire
- Christina Venuti : Janice

## Production
Déçu et frustré par les nombreux changements demandé par le stuio Universal Pictures sur son précédent film Blues Brothers 2000 (1998), John Landis décide de développer un projet tout en seul en indépendant.
Sheree North tient ici son dernier rôle au cinéma, avant son décès en 2005.
Le tournage a lieu en avril et mai 1998 à Los Angeles.